# Tepecoacuilco de Trujano
Tepecoacuilco de Trujano é uma cidade do estado de Guerrero, no México.